# Weranika Schutkowa

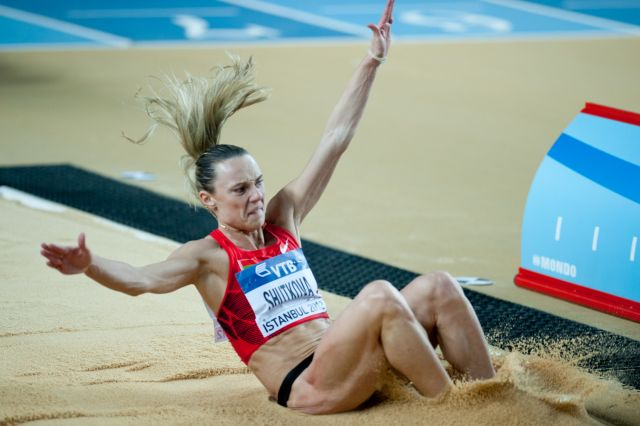
2012 in Istanbul

Weranika Schutkowa (russisch Вераніка Шуткова, engl. Transkription Veranika Shutkova; * 26. Mai 1986 in Minsk) ist eine belarussische Weitspringerin.
Schutkowa gewann bei den Leichtathletik-Juniorenweltmeisterschaften 2004 in Grosseto mit einer Weite von 6,22 m die Bronzemedaille im Weitsprung. 2011 wurde sie bei den Leichtathletik-Halleneuropameisterschaften in Paris Fünfte und schied bei den Leichtathletik-Weltmeisterschaften in Daegu in der Qualifikation aus. 2012 wurde sie bei den Leichtathletik-Hallenweltmeisterschaften in Istanbul Sechste.

## Bestleistungen
- Weitsprung: 6,68 m, 22. Mai 2010, Brest
  - Halle: 6,71 m, 29. Januar 2011, Mahiljou